# Chelonus hubeiensis
Chelonus hubeiensis är en stekelart som först beskrevs av Ji och Chen 2003.  Chelonus hubeiensis ingår i släktet Chelonus och familjen bracksteklar. Inga underarter finns listade i Catalogue of Life.